# Козырев, Пётр Яковлевич
Пётр Яковлевич Козырев (1905-1980) - советский государственный и партийный деятель, в 1945—1948 председатель Рыбинского (Щербаковского) горисполкома.
Родился в семье крестьян в селе Никольском Любимского уезда Ярославской губернии. В детстве вместе с отцом занимался отхожими промыслами в Москве.
После Октябрьской революции 1917 г. вместе с родителями поселился в деревне Филиппово Любимского уезда. В 1920 году работал секретарем волостного исполкома.
Служил в Красной Армии начальником химической службы в 24-м гвардейском Киркенесском стрелковом полку.
В 1939-1944 годах заведующий военным отделом Ворошиловского райкома ВКП (б) города Рыбинска Ярославской области, комиссар штаба МПВО (местной противовоздушной обороны), заведующий военным отделом Рыбинского горкома ВКП(б).
В марте 1945 — июне 1948 председатель Рыбинского (Щербаковского) горисполкома.
В июне 1948 года Щербаковский горсовет освободил П. Я. Козырева от должности председателя  горисполкома по его личной просьбе в связи с поступлением на очное обучение в Высшую партийную школу при ЦК ВКП(б).
По окончании ВПШ П. Я. Козырев был направлен в Ярославский облисполком на должность заведующего промышленно-топливным отделом.
По окончании трудовой деятельности - персональный пенсионер республиканского значения, жил в Рыбинске.